# Solei
Maciej Sojka znany także jako Solei (ur. 28 maja 1979 w Katowicach) – polski raper swobodnie posługujący się językiem śląskim. Były reprezentant siemianowickiego zespołu 3Blox, z którym nagrał w 2005 roku płytę „Orzech, kostka, groszek”. Od 2006 roku prowadził solową działalność artystyczną.
Współpracował m.in. z takimi wykonawcami i zespołami jak: Tewu, Dono, Cham-Pion, G2E, Rafy Landu, Styl ViP (VIRUZ, PAWEŁ K), DJ Sh Wuu, Carma, Olo Escem, Żeton, Specyfiq & Cham-Pion (PROJEKT 12), Dero, Pończoch, Toman.
Wydał trzy zbiory opowiadań z cyklu: Bogowie Osiedla.
Zdobywca pierwszej nagrody za sztukę „Freedland” w konkursie „Jednoaktówka po śląsku 2013” organizowanym przez Gazetę Wyborczą oraz Imago PR.
Absolwent Wydziału Chemii na Uniwersytecie Jagiellońskim.

## Wydawnictwa muzyczne
| Tytuł                  | Dane dotyczące wydawnictwa | Rok wydania | Źródło |
| ---------------------- | -------------------------- | ----------- | ------ |
| 41-sto                 | Z zespołem 3blox / Epka    | 2003        | [ 3 ]  |
| Orzech kostka groszek  | Z zespołem 3blox / Album   | 2005        | [ 4 ]  |
| Słoneczny              | Solo / Epka                | 2008        | [ 5 ]  |
| Śląsk dał mi mikrofon  | Solei / Epka               | 2010        | [ 6 ]  |
| Spójrz przez moje oczy | Solo / Album               | 2011        | [ 7 ]  |
| <95                    | Solo / Epka                | 2012        | [ 8 ]  |
| Mocno niedzisiejszy    | Solo / Epka                | 2013        | [ 9 ]  |

## Kompilacje różnych wykonawców
| Album         | Wykonawca | Rok  | Utwór       | Źródło |
| ------------- | --------- | ---- | ----------- | ------ |
| Ślad po sobie | Tewu      | 2008 | Desperat    |        |
| Ślad po sobie | Tewu      | 2008 | Hono Tu     |        |
| Epidemia      | Tewu      | 2012 | Chaos       |        |
| Epidemia      | Tewu      | 2012 | Nie bój się |        |

## Teledyski
| Tytuł                      | Rok  | Reżyseria/Realizacja             | Album                  | Źródło |
| -------------------------- | ---- | -------------------------------- | ---------------------- | ------ |
| Nie mam sił                | 2009 | Sławomir Chudowski/TVP3 Katowice | Słoneczny              | [ 10 ] |
| Śląsk dał mi mikrofon      | 2010 | 9liter Filmy                     | Śląsk dał mi mikrofon  | [ 11 ] |
| Składam ręce               | 2011 | 9liter Filmy                     | Spójrz przez moje oczy |        |
| Zabierz mnie tam           | 2012 | Wyrwani recordz                  | <95                    |        |
| Młodzi nie myślą o śmierci | 2013 | Wyrwani recordz                  | Mocno niedzisiejszy    |        |

Inne
| Tytuł          | Rok  | Reżyseria/Realizacja | Wykonawca/Album    |
| -------------- | ---- | -------------------- | ------------------ |
| Hono Tu        | 2008 | Tomasz Kępiński      | Tewu/Ślad po sobie |
| Dzień dobry    | 2012 | Tomasz Walus         | Projekt 12         |
| Mix osobowości | 2015 | 40 Kilo – Wyrwani    | Papu Band          |

## Wydawnictwa literackie
Proza
- Bogowie Osiedla Heft #1[12], zbiór opowiadań, wydawnictwo Wyimek 2014.
- Bogowie Osiedla Heft #2[13], zbiór opowiadań, wydawnictwo Wyimek 2015.
- Bogowie Osiedla Heft #3[14], zbiór opowiadań, wydawnictwo Borki Apartments Publishing House 2018.

Sztuki teatralne
- Halucki[15], dramat w jednym akcie, wyróżnienie w konkursie „Jednoaktówka po śląsku 2012”
  - Spektakl „Frelki”[16] powstał na podstawie wybranych tekstów wyróżnionych w konkursie literackim „Jednoaktówki po śląsku 2012”; prapremiera 06.12.2014 godz. 19:00 w Kopalni Guido w Zabrzu, 320m po ziemią; Reżyseria, scenariusz i scenografia: Marcin Gaweł, Dramaturgia: Łukasz Zaleski, Muzyka: Anna Stela, grupa kIRk, Ruch sceniczny: Jakub Krawczyk, Światło: Radosław Latoszek, Materiały wideo: Jerzy Koenigshaus, Występują: Joanna Romaniak, Kornelia Trawkowska, Aniela Furmaniak
- Freedland[17][18][19], dramat w jednym akcie, pierwsza nagroda w konkursie „Jednoaktówka po śląsku 2013”
  - Jednoaktówka[20][21] „Freedland” została przedstawiona również w postaci audiobooka. W audiobooku udział wzięli: Anna Guzik – Dora, Andrzej Mastalerz – Achim, Kamil Durczok – narracja, didaskalia, reż. Ingmar Villqist
  - Prapremiera[22] Teatr dla Dorosłych, Bieruń, 20.06.2014, reż. Joanna Lorenc
- Silезцы[23], dramat w jednym akcie, wyróżnienie w konkursie „Jednoaktówka po śląsku 2014”